# Matt Keeslar
Matthew Keeslar (ur. 15 października 1972 w Grand Rapids) – amerykański aktor, scenarzysta i producent filmowy.

## Życiorys
Urodził się w Grand Rapids w stanie Michigan jako syn Freda Keeslara i Ann Ferguson, którzy rozwiedli się w 1977. W wieku osiemnastu lat, Matt Keeslar przeniósł się z Adrian w Michigan do Nowego Jorku, uczył się aktorstwa w Juilliard School. Grał m.in. tytułową rolę w produkcji objazdowej z Don Juan Moliera w reżyserii Josepha Chaikena. Wyprodukował i zagrał w produkcji studenckiej Czekając na Godota Samuela Becketta i kilku produkcjach międzyresortowych.
Debiutował na kinowym ekranie w 1994 jako jeden z synów Margaret „Mag” Singer (w tej roli Susan Sarandon) w dramacie Bezpieczne przejście (Safe Passage), w tym samym roku pojawił się w dwóch filmach: Inteligent w armii i Quiz Show.
Podjął współpracę z South Coast Repertory w Costa Mesa w Kalifornii, gdzie występował i czytał teksty. Mimo swojej miłości do teatru, pracował najczęściej w filmie i telewizji.
Wycofał się z aktorstwa w 2010, aby rozpocząć karierę naukową. W maju 2014 ukończył Phi Beta Kappa przy Reed College z dyplomem z biologii. Jego praca badawcza skupiona była na skutkach leków przeciwmalarycznych na mózgach żab. Podczas nauki w Reed College grał ojca w sztuce Sarah Ruhl Eurydyka.
5 maja 2005 ożenił się z Lori Henriques.

## Filmografia
| Rok  | Film                                                               | Rola                       |
| ---- | ------------------------------------------------------------------ | -------------------------- |
| 1994 | Inteligent w armii (Renaissance Man)                               | sierżant przy bramie       |
| 1994 | Quiz Show                                                          | Goniec NBC                 |
| 1994 | Bezpieczne przejście (Safe Passage)                                | Percival Singer            |
| 1995 | Wyścig krajowy (The Run of the Country)                            | Danny                      |
| 1995 | Tramwaj zwany pożądaniem (A Streetcar Named Desire)                | Kolekcjoner                |
| 1996 | Niezła sztuka (Waiting for Guffman)                                | Johnny Savage              |
| 1996 | Braterska obietnica (A Brother’s Promise - The Dan Jansen Story)   | Dan Jansen                 |
| 1996 | Świat według głupich (The Stupids)                                 | porucznik Neal             |
| 1997 | Pan Magoo (Mr. Magoo)                                              | Waldo                      |
| 1997 | Deli (The Deli)                                                    | Andy                       |
| 1998 | Wojna w Zatoce (Thanks of a Grateful Nation)                       | Chris Small                |
| 1998 | Prawo i bezprawie (Law & Order: Criminal Intent)                   | Dennis Pollock             |
| 1998 | Rytmy nocy (The Last Days of Disco)                                | Josh Neff                  |
| 1998 | Kwaśne winogrona (Sour Grapes)                                     | Danny Pepper               |
| 1999 | Splendor                                                           | Zed                        |
| 1999 | The Reel                                                           | Producent                  |
| 1999 | Durengo                                                            | Mark Doran                 |
| 2000 | Psycho Beach Party                                                 | Lars / Larry               |
| 2000 | Urbania                                                            | Chris                      |
| 2000 | Krzyk 3 (Scream 3)                                                 | Tom Prinze                 |
| 2000 | Islandzkie marzenie (Íslenski draumurinn)                          | Amerykanin                 |
| 2000 | Diuna (miniserial)                                                 | Feyd-Rautha Harkonnen      |
| 2001 | Bogu dzięki! (Thank Heaven)                                        | Jack Sellers               |
| 2001 | Strażnicy Teksasu (Texas Rangers)                                  | Suh Suh Sam                |
| 2002 | Na żywo z Bagdadu (Live From Baghdad)                              | Nic Robertson              |
| 2002 | Czerwona Róża (Rose Red)                                           | Steve Rimbauer             |
| 2005 | Informator (The Inside)                                            | Roddy Davis                |
| 2005 | Pamięci mojego ojca (In Memory of My Father)                       | Matt                       |
| 2006 | Open Window                                                        | Gwałciciel                 |
| 2006 | Akademia tajemniczych sztuk pięknych (Art School Confidential)     | Jonah                      |
| 2006 | Zaklinacz dusz (Ghost Whisperer)                                   | Dennis McMartin            |
| 2006 | Pragnienie (The Thirst)                                            | Maxx                       |
| 2006 | Mistrzowie horroru (Masters of horror)                             | David Fuller               |
| 2006 | Prawo i porządek: Zbrodniczy zamiar (Law & Order: Criminal Intent) | Willie 'Kirk' Tunis        |
| 2006 | Wzór (NUMB3RS)                                                     | Agent Raymond              |
| 2007 | Magiczna kula (Snowglobe)                                          | Douglas                    |
| 2007 | Jekyll                                                             | Dr Henry Jekyll / Pan Hyde |
| 2008 | Mordercza intryga (The Governor's Wife)                            | Nathan Danville            |
| 2008 | Pośrednik (The Middleman)                                          | Pośrednik                  |
| 2009 | Dollhouse                                                          | Richard Connell            |
| 2009 | Cold Storage                                                       | Daric                      |
| 2010 | Uczciwy przekręt (Leverage)                                        | Alexander Lundy            |
| 2015 | Grimm                                                              | Sven Gunderson             |